# Église Saint-Josaphat (Détroit)
Pour l’article homonyme, voir Église Saint-Josaphat de Chicago.
L'église Saint-Josaphat (St. Josaphat's Church) est une église catholique de Détroit dépendant de l'archidiocèse de Détroit. Elle est construite en style néoroman et inscrite au registre national des lieux historique des États-Unis depuis 1982. Elle se trouve au 755 E Canfield Avenue.

## Historique
La communauté paroissiale polonaise de l'église Saint-Albert est en pleine expansion à la fin du XIXe siècle et son église est devenue insuffisante depuis plusieurs années, lorsqu'il est décidé de fonder une nouvelle paroisse en 1889, dédiée à saint Josaphat, canonisé en 1867. L'église est donc l'une des premières à lui être dédicacée. Elle est consacrée le 2 février 1890, avec l'école paroissiale en dépendant. Dix ans plus tard, la paroisse regroupe plus d'un millier de familles, aussi le curé de l'époque, le père Razadkowski, décide-t-il de la construction d'une église plus grande.
L'église actuelle est construite en 1901 pour un coût de 500 000 dollars levés sur fonds privés. Elle comprend également une maison paroissiale et la maison du gardien. Une nouvelle école est bâtie dans les années 1920. À partir des années 1970, de nombreuses familles d'origine polonaise déménagent en banlieue et l'école est fermée, puis démolie. Ce sont des années difficiles pour la paroisse qui voit le nombre de ses membres diminuer.
La paroisse parvient tout de même à se maintenir et à restaurer ses bâtiments. L'archevêque de Détroit permet à la paroisse à partir de 2004 de retourner au rite tridentin, ce qui fait assister aux messes de l'église un grand nombre de fidèles, provenant de tout le Michigan du sud-est.
L'église a développé une chorale et un programme musical de qualité pour accompagner ses messes en latin. De plus, depuis le motu proprio de Benoît XVI de 2007, l'église offre la possibilité de célébrer également des messes en semaine en latin.

## Architecture
Cette église néoromane de briques et de pierres d'Indiana a été conçue selon les plans de Joseph Kastler et de William Hunter et construite par l'entreprise des frères Jermolowicz et l'entreprise Harcus & Lang. Elle mesure 40 mètres de long, 17 mètres de large et 20 mètres de hauteur pour son vaisseau. Elle peut accueillir 1 200 personnes assises. La flèche principale mesure 61 mètres de hauteur, tandis que les flèches des tours jumelles s'élèvent à 30,5 mètres.
Les vitraux sont issus des ateliers de la firme Detroit Stained Glass Works; ils illustrent la vie de Marie et Joseph et des douze Apôtres. L'église Saint-Josaphat possède cinq autels: le maître-autel est surplombé d'une fresque de saint Josaphat avec ses vêtements liturgiques de l'Église orientale et le tabernacle est surmonté d'une icône de la Vierge de Częstochowa; les autels latéraux sont dédiés à la Vierge Marie et à saint Joseph, et ceux du transept à saint Antoine de Padoue et à saint François d'Assise. L'intérieur est décoré de fresques et de structures de chêne blanc.
L'église est inscrite au Registre national des lieux historiques en 1982, reconnue comme monument historique de la ville de Détroit en 1983 et du Michigan en 1985.
L'église est aujourd'hui administrée avec les deux églises voisines du Cœur-Très-Doux-de-Marie et de Saint-Joseph.

## Source
- (en) Cet article est partiellement ou en totalité issu de l’article de Wikipédia en anglais intitulé « St. Josaphat's Roman Catholic Church » (voir la liste des auteurs).